# Гайлюс, Антанас
Анта́нас Га́йлюс (лит. Antanas Gailius, род. 11 апреля 1951 года, деревня Швяндришкяй Юрбаркского района) — литовский поэт и переводчик, лауреат Национальной премии Литвы по культуре и искусстве (2008).

## Биография
Родился в деревне в 3 км к востоку от Скирснемуне. В 1973 году окончил Вильнюсский государственный университет, где изучал немецкую филологию. Работал в издательстве «Минтис» („Mintis“), был учителем. В 1978—1986 годах был редактором в издательстве «Вага» („Vaga“). В 1986—1989 годах работал заместителем главного редактора издательства «Витурис» („Vyturis“). В 1989—1996 годах основатель и главный редактор культурного альманаха «Проскина» („Proskyna“), в 1992—1994 годах основатель и пайщик издательства «Амжюс» („Amžius“ и главный редактор одноимённого еженедельника. С 1994 года свободный писатель и переводчик.
В 2000—2007 годах был председателем экспертной комиссии по литературе и издательству Министерства культуры Литовской Республики.
С 1988 года член Союза писателей Литвы. Член Литовского ПЕН-центра.

## Творчество
Выпустил четыре сборника стихотворений (1987, 1990, 1997, 2013). В стихотворениях строгой формы и вольного стиха выступает как моралист, опирающийся на христианские ценности.
Выпустил сборник эссе „Pro mansardos langą“ (2012) и книгу бесед с кардиналом Аудрисом Юозасом Бачкисом „Taip, laimingas: kardinolą Audrį Juozą Bačkį kalbina Antanas Gailius“(2016).
Переводит с немецкого и голландского языков. Переводил на литовский язык произведения немецких, австрийских, голландских поэтов, прозаиков, мыслителей. На немецкий язык перевёл стихотворения Сигитаса Гяды. Составитель сборника избранных переводов И. В. Гёте на литовский язык „Poezija“ (1986).

### Стихи
- „Peizažas su žmogumi. Eilėraščiai“. Vilnius: Vaga, 1987
- „Sonetai. Eilėraščiai“. Vilnius: Vaga, 1990
- „Šičia. Eilėraščiai“. Vilnius: Lietuvos rašytojų sąjungos leidykla, 1997
- „Penkiapėdžio sugrįžimas“. Vilnius: Apostrofa, 2013

### Переводы
- Франц Кафка: романы «Процесс» („Procesas“, 1981); «Замок» („Pilis“, 1994), «Америка», „Amerika“, 1997)
- Райнер Мария Рильке: роман «Записки Мальте Лауридса Бригге» („Maltės Lauridso Brigės užrašai“, 1985), «Письма к молодому поэту» („Laiškai jaunam poetui“, 1992), «Дуинские элегии» („Duino elegijos“, 1998), «Огюст Роден» („Auguste Rodin“, 1998)
- Томас Манн: романы «Доктор Фаустус» („Daktaras Faustas“, 1988), «Иосиф и его братья» („Juozapas ir jo broliai, tetralogija“, 1996—2003
- Стефан Цвейг: «Мария Стюарт» („Marija Stiuart“, 1989)
- Фридрих Шиллер «Письма об эстетическом воспитании человека» („Laiškai apie estetinį žmogaus ugdymą: esė“. Vilnius: Lietuvos rašytojų sąjungos leidykla, 1999)
- Йохан Хёйзинга: «Осень Средневековья» („Viduramžių ruduo“, 1996), «Эразм» („Erazmas“, 2000)
- Эрих Ауэрбах: «Мимесис» („Mimesis“, 2003)
- Иммануил Кант: «Политические трактаты» („Politiniai traktatai“, Vilnius: Aidai, 1996. ISBN 9986-590-22-1)
- Герта Мюллер: «Качели дыхания» („Amo sūpuoklės“, Vilnius: Versus aureus, 2010)
- „Ketvirtoji knyga. Poezijos vertimų rinkinys“ (сборник избранных переводов, 2001)

## Награды и звания
- 1993 — поощрительная премия Министерства культуры Австрии за книгу „Dešimt austrų poetų“ («Десять австрийских поэтов»).
- 2000 — премия года фонда „Į laisvę“ («К свободе»).
- 2004 — Кресло переводчика года (премия Литовского ПЕН-центра)[1].
- 2005 — Офицер ордена Великого князя Литовского Гядиминаса.
- 2008 — Национальная премия Литвы по культуре и искусству.